# Atoposmia abjecta
Atoposmia abjecta är en biart som först beskrevs av Cresson 1878.  Atoposmia abjecta ingår i släktet Atoposmia och familjen buksamlarbin. Inga underarter finns listade i Catalogue of Life.